# 林伸彦
林 伸彦（はやし のぶひこ）は、日本のVFXプロデューサー。鳥取県出身。

## 主な作品

### 映画
- 『ケイゾク/映画 Beautiful Dreamer』　(2000年)  - CG
- 『カムイ外伝』　(2009年)  - テクニカルディレクター
- 『キャプテンハーロック -SPACE PIRATE CAPTAIN HARLOCK-』　(2013年)  - プロダクションマネージャー

### テレビドラマ
- 『YASHA-夜叉-』　(2000年)  - VFXスーパーバイザー
- 『坂の上の雲』　(2009-2011年)  - VFXコーディネーター
- 『マッサン』　(2014-2015年)  - VFX

### テレビ番組
- 『チコちゃんに叱られる!』　(2018年-)  - CGプロデューサー